# Josep Maria Carandell
Josep Maria Carandell Robusté (Barcelona, 13 de febrero de 1934 - ibídem, 13 de agosto de 2003) fue un filósofo, periodista y escritor español. Era hermano de Luis Carandell.

## Biografía
Estudió filosofía en Barcelona, Hamburgo y Múnich, y residió un tiempo en Alemania, donde entró en contacto con las comunas K1 y K2, y Japón. Su obra se centró en temas de divulgación, culturales y sociológicos, especialmente sobre Alemania. Escribió poesía, así como diversos libros sobre Barcelona y Antoni Gaudí. En 1985 inició su obra novelística en catalán con Prínceps. También fue autor del libreto operístico Gaudí, con música de Joan Guinjoan, que se estrenó el 3 de noviembre de 2004 en el Gran Teatro del Liceo de Barcelona.
Ejerció de periodista en diversos medios, como La Vanguardia, Radio Nacional de España, Destino, El País, Ràdio Barcelona, Catalunya Ràdio o Tele/eXpres. También fue director literario de Seix Barral y comisario del Año Picasso por el Ayuntamiento de Barcelona. Fue profesor de literatura universal moderna, de historia de Barcelona y de literatura dramática en el Instituto del Teatro de Barcelona.
Fue miembro del Foro Babel, iniciativa cívica de defensa del bilingüismo en Cataluña frente a la política lingüística monolingüista del gobierno de Jordi Pujol.
Así recordó en 1976 su paso por un colegio religioso en la época franquista:

Si sirve de ejemplo un servidor, educado durante once años en un colegio de hermanos religiosos, atiborrado de misas, primeros viernes, rosarios, viacrucis, ejercicios espirituales, meses de María, sabatinas, jaculatorias, himnos de Acción Católica, ofrendas de desagravio al Sagrado Corazón, tarsicianismo y todo lo demás, debo decir que no observo más que efectos negativos en mi espíritu: el tiempo que perdí con tanto cuento, que ni siquiera me permitió enterarme de la doctrina ―nada despreciable, por cierto― de Jesucristo. Casuística, moralina pasada por agua, represión de los instintos corporales e intelectuales, eso sí. Pero con eso no se va a ninguna parte. Ni siquiera al cielo, estoy seguro. El objetivo único de tanta liturgia manual y mental era sólo uno: distraer a la gente de otras cosas.

## Obras

### Poesía
- Vísperas de San Juan. Sant Martí de Centelles: Víctor Pozanco Editor, 1978.

### Canciones
- La cançó de les balances, 1968
- La fàbrica Paulac, 1969

### Historias cortas
- Historias informales. Barcelona: Lumen, 1973.

### Novela
- Prínceps. Barcelona: Laia, 1985.

### Teatro
- La cançó de les balances. Barcelona: Edebé, 1977.
- Violeta. A les 20 hores, futbol. Barcelona: Edicions 62, 1980.

### Guiones
- El mestre. Televisión: TVE Cataluña, 1981.
- La vela i el vent. Televisión: TVE Cataluña, 1982.
- Gaudí (ópera), con música de Joan Guinjoan, Gran Teatro del Liceo de Barcelona.

### Otros
- Las comunas, alternativa a la familia, Barcelona, Tusquets, 1972.
- Peter Weiss: poesía y verdad. Barcelona: Taurus, 1978.
- Guía secreta de Barcelona, 1974.
- Nueva guía secreta de Barcelona, 1982.
- L'Eixample. Barcelona: HMB, 1982.
- Mirades a la Plaça Reial. Barcelona: Cinc-Cents Cinc, 1983.
- Guia. Portaferrissa. Cucurulla. Boters. Barcelona: 1985.
- Salons de Barcelona. Barcelona: Lumen, 1986.
- Diàlegs a Barcelona. Barcelona: Ajuntament, 1986.
- La Rambla i els seus misteris. Barcelona: Nou Art Thor, 1986.
- Josep Guinovart. Barcelona: Àmbit, 1988.
- Tarragona. Barcelona: Lunwerg, 1989.
- Sitges o la Celebració. Barcelona: Lunwerg, 1991.
- El temple de la Sagrada Família. Sant Lluís: Triangle Postals, 1997.
- Sitges, joia de la Mediterrània. Barcelona: Lundwerg Editors, 1998.
- Park Güell: una utopia de Gaudí. Sant Lluís: Triangle Postals, 1999.
- La pedrera. Una obra d'art total. Sant Lluís: Triangle Postals, 2002.
- Palau de música catalana. Sant Lluís: Triangle Postals, 2003.
- Gaudí herètic. Barcelona: Edicions del Centre de Lectura, 2006.